# Соколова (Ірбітський міський округ)
Соколо́ва (рос. Соколова) — присілок у складі Ірбітського міського округу Свердловської області.
Населення — 65 осіб (2010, 84 у 2002).
Національний склад населення станом на 2002 рік: росіяни — 94 %.